# Парсифал
Парсифал је опера немачког композитора Рихарда Вагнера. Вагнер ју је дефинисао као „Bühnenweihfestspiel“ - представу за освећење позорнице. Првобитно је била намењена за извођења искључиво у његовој оперској кући у Бајројту крај Минхена. Била је то његова последња опера, премијерно изведена 26. јула 1882. Дириговао је Херман Леви, Вагнеров пријатељ јеврејског порекла.
„Парсифал“ је заснован на средњовековној легенди о витезу округлог стола Парсифалу. О њему су писали велики средњовековни песници Кретјен де Троа и Волфрам фон Ешенбах (Вагнер је као извор користио Ешенбахово дело, које је прочитао још 1845). Парсифал је био отац још једног легендарног витеза, Лоенгрина, кога је Вагнер изабрао за протагонисту своје раније опере.
Опера је написана под изузетним утицајем филозофа Артура Шопенхауера и, кроз њега, будизма. На тај начин се у „Парсифалу“ јављају мотиви самоодрицања, саосећања и реинкарнације. Вагнер је доста раније написао скицу опере „Победници“, која је за тему требало да има живот Буде. Опстала је и скица опере са сличном тематиком, „Исус Назарећанин“. „Парсифал“ је такође Вагнерова најконтроверзнија опера, јер су неки аутори (после Другог светског рата) сугерисали да она садржи скривене поруке расизма и антисемитизма.
Вагнерова је жеља била да се „Парсифал“ не изводи ван Бајројта, али пар деценија након његове смрти од срчаног удара у Венецији, 13. фебруара 1883. извођења дела престала су да буду искључиво везана за Бајројт. Такође, Вагнер је од публике тражио да не тапше на крају првог чина из поштовања према Светом гралу, што је у раним извођењима доводило до комичних ситуација, када збуњена публика није била сигурна ни да ли сме на крају опере да тапше, или је чак ућуткивала Вагнера који је покушавао да јој сопственим „Браво!“ да знак за аплауз.
Напослетку, „Парсифал“, као Вагнерово последње дело, уједно је и његов како музички, тако и филозофски тестамент и завештање.

## Лица
- Парсифал, тенор.
- Кундри, сопран/мецосопран.
- Гурнеманц, стари витез Грала, бас.
- Амфортас, владар краљевине Светог грала, баритон.
- Клингсор, чаробњак, бас.
- Титурел, Амфортасов отац, бас.
- Два витеза Светог грала, тенор и бас.
- Четири штитоноше, тенори и сопрани.
- Шест девојака-цвећа, три сопрана и три контраалта, или шест сопрана.
- Један глас, контраалт.
- Витезови Светог грала, дечаци, девојке-цвеће.

## Синопсис
Прив и трећи чин се одвијају у земљи Светог грала, Монсалвату. Други чин се одвија у Клингсоровом чаробном замку.

### Чин први
Јутро. Остарели витез Гурнеманц и двојица штитоноша се буде у шуми близу дворца где се чува Свети грал, чаша из које је пио Исус Христ на Тајној вечери. Приближава се група витезова која води краља Светог грала, Амфортаса, на купање у језеру; један од витезова Гурнеманцу казује како је краљ изузетно патио током ноћи услед својих рана. Штитоноше упитају Гурнеманца како краљ може бити излечен, али пре него што он стиже да одговори, стиже дивљакуша Кундри и доноси мелем за краља. Пошто каже да је донела мелем из Арабије, Кундри се сруши на земљу од умора.
Витезови доносе рањеног Амфортаса на носилу. Амфортас упита где је витез Гавејн; пошто му одговоре да је Гавејн, чим је чуо да лек који је донео за краља није помогао, отишао да тражи друга решења без допуштења, Амфортас љутито казује како је таква брзоплетост крива за његово рањавање и пропаст у Клингсоровом царству. Гурнеманц му даје мелем, а Амфортас се захваљује Кундри, која га пожурује на купање.
Штитоноше су неповерљиве према Кундри и сматрају да је вештица и незнабожац; пошто је краљ отишао, Гурнеманц им објашњава како је Кундри често помагала витезовима, али би затим изненада отишла. Када је упита зашто не остаје да помогне, Кундри одговара како никада не помаже. Штитоноше добацују да, кад је толико корисна, зашто не поврати изгубљено Свето копље, којим је пробијен Исус на крсту, а које је доскора чувао Амфортас? Гурнеманц им објашњава да је тај задатак предвиђен за другога. Прича им како је Амфортас отишао у земљу чаробњака Клингсора у намери да га победи, али га је тамо завела жена паклене лепоте; Клингсор се затим појавио и, узевши Свето копље, задао краљу рану која никада неће зарасти.
Двојица штитоноша се враћају са језера и обавештавају Гурнеманца како је Кундрин мелем тренутно умањио краљеве болове. Затим му траже да им исприча причу о Клингсору. Он им прича како су Свето копље и Свети грал дати на чување Титурелу, оцу Амфортаса, који је подигао замак Монсалват. Тада је сам Клингсор жарко желео да постане витез, али није успео да достигне њихове стандарде. Наиме, Клингсор није могао да превазиђе своју похоту, па је самог себе кастрирао - што су остали витезови осудили и избацили га из свог друштва. Клингсор се тада окренуо против њих и одао мрачним вештинама, створивши замак пун прелепих заводница, „девојака-цвећа“ (Blumenmädchen), које би доводиле витезове у искушење и тако их уништавале. Сада је Клингсор имао Свето копље, а желео је и Грал. Амфортас, пошто је био рањен, добио је визију у којој му је небески глас рекао да чека „чисту будалу, просветљену кроз саосећање“, која ће га избавити.
У том тренутку се зачују повици витезова који су били с краљем крај језера. Неки лабуд, прелећући језеро, погођен је стрелом. Један од витезова казује Гурнеманцу како је лабуд погођен тек што га је краљ поздравио као добро знамење. Витезови доводе младића са луком. Гурнеманц га упита да ли је он гађао лабуда, а младић поносно одговара како је то он учинио и како може да погоди све што лети. Гурнеманц га грди, говорећи како су ту животиње свете, и да ли му је лабуд икада учинио нешто нажао, да га убије. Дечака преплави кајање, па ломи свој лук. Гурнеманц га упита ко му је отац, како је допутовао у земљу Грала, и како се зове. На свако од питања дечак одговара са „Не знам“. Када га Гурнеманц упита шта зна, он одговара како има мајку, Херцелајду (Herzeleide, буквално преведено име значи „бол срца“), и како је сам направио свој лук да би отерао орлове из шуме у којој га је мајка отхранила.
Младић прича како је једног дана видео витезове и хтео да буде као они, али није могао да их стигне јер су јахали. Путујући је савладао многе разбојнике и џинове, на шта Кундру изјављује да га се зли плаше. У том тренутку дечак се упита, „Ко је добар?“, што имплицира да се он још увек налази у стању непознавања добра и зла попут Адама пре избацивања из Едена. Када Гурнеманц одговара да је добра мајка коју је напустио, Кундри открива како је, долазећи у земљу Светог грала, видела Херцелајду како умире од туге, на шта младић побесни и покуша да је задави, али се затим скоро онесвести од кајања. Гурнеманц га зауставља и прекорава због насилности. Кундри одједном као да је преплавио тежак умор и она нестаје иза грма у потрази за одмором.
Гурнеманц позива момка да присуствује ритуалу откривања Грала у Монсалвата. Дечак га упита, „Ко је Грал?“, на шта му Гурнеманц одговара како ће му то знање бити подарено ако је позван да служи Гралу. Док полазе ка Монсалвату, дечак примећује како једва да је направио неколико корака, а већ му се чини као да је прешао много. Гурнеманц му објашњава како у земљи Грала време постаје простор.
Стижу у дворац Грала, где се витезови окупљају ради причешћа. Зачује се Титурелов глас, као из гробнице, који тражи од Амфортаса да врши службу. Амфортас, кога муче грижа савести и срам због грешности, тражи од оца да он врши службу. Титурел говори како живи у гробу милошћу Спаситеља, али како нема снаге да служи Грал и да и сам чека да Амфортас открије Грал, јер га то одржава у животу, као и остале витезове који, пошто се причесте из Светог грала, још дуго могу да издрже без хране. Амфортас моли за милост, али напослетку је приморан да изврши своју дужност и открије Грал.
На крају ритуала, Гурнеманц упита момка да ли је разумео оно што је видео, али овај, видно дирнут, не уме да одговори, па га Гурнеманц истера, упозоравајући га да не убија лабудове.
Зачује се глас са неба који понавља речи „чиста будала, просветљена кроз саосећање“.

### Чин други
Чин почиње у Клингсоровом чаробном замку, где чаробњак призива своју слушкињу, називајући је Иродијадом, Гундригијом и, напослетку Кундри, која се појављује, не више обучена као дивљакуша, већ као прелепа жена која је завела Амфортаса. Клингсор јој наређује да уништи дечака, који је залутао из земље Грала и стигао до Клингсоревог царства. Кундри најпре одбија, али напослетку бива присиљена да заведе момка кад буде стигао.
Клингсор дозива витезове који настањују његов замак да се боре против придошлице. Ови витезови су некада служили Гралу, али нису одолели искушењу које су представљале Клингсореве заводнице, са којима су остали ту да живе. Дечак, међутим, успева да надвлада витезове и улази у двориште замка, где се налази чаробна башта у којој Blumenmädchen оплакују губитак својих љубавника. Дечак је опчињен њиховом лепотом и нуди им да се он игра са њима, уместо љубавника које им је побио. Оне покушавају да га заведу, прекоревајући га што им је побио љубавнике и борећи се међусобно за њега самог. Напослетку се зачује Кундрин глас који дозива „Парсифале!“.
Дечак препознаје ово име као име којим га је мајка називала у сновима. Девојке га називају будалом и одлазе, остављајући га самог са Кундри. Парсифал је упита да ли је све то само сан и како зна његово име. Она му открива како му је његово име рекла Херцелајда, која је Парсифала јако волела и плашила се да не оде стопама оца Гамурета, који је погинуо у бици. Зато га је одгајила у шуми, далеко од рата и насиља. Када је Парсифал коначно одлутао и више се није вратио, Херцелајди је препукло срце од туге за одлуталим сином. Парсифал осећа снажно кајање, па кори себе што је будала и што је заборавио на мајку. Кундри му говори да је то први корак ка разумевању и нуди му пољубац којим ће боље разумети љубав своје мајке. Док се љубе, Парсифал је болно одгурне и повиче за Амфортасом. Пољубивши Кундри, Парсифал је разумео Амфортасово искушење и патњу и осетио бол његове ране. Саосећајући са Амфортасом, одбио је Кундри.
Кундри од Парсифала гневно захтева да, када већ саосећа са Амфортасом, и са њом саосећа. Већ вековима је проклета јер се насмејала када је видела Спаситеља на крсту. Од тог тренутка она не може никада да плаче, само да се смеје, и живи да заводи као Клингсорева робиња. Парсифал је одбија. Она га поново моли да са њом проведе само један сат, а затим ће га одвести Амфортасу. Парсифал поново одбија, објашњавајући јој да би након једног сата заједно били вечито проклети. Бесна, Кундри га прокуне да никада не нађе пут до Монсалвата и дозива Клингсора у помоћ.
Клингсор се појављује на зидинама и баца Копље на Парсифала, али се копље чудесно зауставља у ваздуху изнад Парсифала. Он узима копље и њиме чини знак крста, протерујући Клингсорове враџбине. Замак се руши. Пре него што оде са копљем, Парсифал казује Кундри да зна где да га нађе.

### Чин трећи
Трећи чин се одвија у земљу Грала, много година касније. Гурнеманц, који је сада веома стар и живи у колиби у шуми, зачује напољу чудну вриску и проналази Кундри, која као да спава, обучена у белу, покајничку одору. Користећи воду са светог извора, он је пробуди, али она говори само реч „служити“. Гурнеманц се пита да ли постоји разлог што се појавила баш на тај посебан дан. Долази човек сасвим прекривен оклопом. Гурнеманц не може да види ко је он због шлема, а човек ништа не говори. Тек када је скинуо шлем, Гурнеманц га препознаје као дечака који је убио лабуда, а затим одушевљено препознаје Свето копље у његовим рукама.
Парсифал прича како је тражио пут до Амфортаса и замка Светог грала, али није могао да га нађе. Гурнеманц одговара како је клетва која га је удаљавала од тог места нестала. Парсифал даље прича како је током година путовања често био у прилици када је морао да се бори, али никада у борби није користио Копље.
Гурнеманц Парсифалу прича како је, током година које су прошле од његовог одласка, Амфортас одбијао да открије Свети грал, што је витезове приморало да живе као пустињаци у шуми и хране се разним биљем и корењем, а сам Титурел, кога покривени Грал није одржавао у животу, умро је. Парсифал себе проклиње због тог стања ствари. Гурнеманц му казује како тог дана Амфортас намерава да, због очеве смрти, још једном - по последњи пут - открије грал и врши службу, и говори Парсифалу како тог дана треба да уради велики задатак.
Кундру Парсифалу пере ноге водом из светог извора, а Гурнеманц га миропомаже уљем и, препознавши га као проречену будалу, прогласи га новим краљем витешког братства. Након тога Парсифал примећује чудесну лепоту ливада тог дана, а стари витез му одговара да је то зато што је тај дан Велики петак, када цвеће расте од суза покајника. Парсифал крсти Кундри у хришћанску веру, а она, обливена осећањима, горко заплаче.
Још једном се запуте у дворац Монсалват, где се витезови окупљају да присуствују служби. Амфортаса на носилима доносе пред грал и Титурелов сандук. Амфортас почне да се обраћа свом мртвом оцу и изрази жељу да и сам умре; не жели да открије Грал, јер му то не дозвољава да умре. Витезови захтевају да то учини, али Амфортас западне у лудило, каже како никада више неће открити Грал и нареди преплашеним витезовима да га убију.
У том тренутку улазе Парсифал, Гурнеманц и Кундри. Парсифал изјављује како само једно оружје може да помогне: врхом Светог копља додирује Амфортасову рану и исцељује је. Задивљени витезови га посматрају док екстатично уздиже Копље изнад њих, а затим узима Грал и молећи се пада на колена. У Гралу се појави нежна светлост, а са врха куполе се спушта бели голуб и зауставља се изнад Парсифала. Амфортас, Гурнеманц и сви остали витезови се клањају пред Парсифалом, док Кундри, искупљена, беживотно пада на земљу. Завеса пада док Парсифал замахује Грал пред осталим витезовима.

## Тумачења
Још од своје премијере, „Парсифал“ је изазивао контрадикторна тумачења: сама премијера је била далеко успешнија од премијере „Прстена“. Он је можда много мање опсежан од џиновске тетралогије, али је подједнако богат симболима, ако не и богатији. У својим писмима и изјавама Козими, Вагнер оставља могућност да дело садржи тајне.
Најраспрострањеније тумачење (које је, уосталом, највише у сагласности са Вагнеровим скицама и Козиминим дневницима) јесте да је то једно чисто шопенхауеровско дело о одрицању од света и негацији воље са наглашеном патњом и самилошћу са свиме што живи: у питању је, дакле, једна шопенхауеровска, псеудобудистичка драма у хришћанском руху (јер Вагнер је, напослетку, писао за европску публику). Баш као таква, она је најпре и критикована: Фридрих Ниче (који никада није чуо целог „Парсифала“ јер му је Бајројт, након раскида с Вагнером, био недоступан, али је прочитао либрето који му је овај послао) у својим каснијим есејима против Вагнера осуђује је као дело највећег могућег нихилизма и бодлеровске декаденце (нешто о чему се може сасвим основано полемисати), али у писмима својој сестри признаје да је, чувши предигру на концерту неколико година након Вагнерове смрти, она на њега оставила трајан и дубок утисак („Је ли Вагнер икада написао ишта боље?“).
Није Ниче једини који „Парсифала“ критикује на основу идеологије. Џон Рансиман, један од раних Вагнерових биографа, који сва Вагнерова дела уздиже до небеса, ову последњу музичку-драму одбацује, назива је гадном и болесном и поглавље о њој закључује изјавом да на ту тему више не жели да расправља. Чињеница је да је „Парсифал“ дело једног старог човека којем недостаје јуначка снага ранијих његових опера, али он је, упркос томе, музички свакако једно од Вагнерових најизванреднијих дела, а драмски најкомпактнијих. Густав Малер и Антон Брукнер су били и те како одушевљени Вагнеровим последњим делом.
Осим шопенхауеровско-будистичког тумачења, постоје и аутори који дело покушавају да протумаче чисто хришћанском симболиком, као што је Луси Бекет, или пак они који га тумаче јунговски, као што је Роберт Донингтон. За повратак Светог копља (мушки симбол) у домен Грала (женски симбол) може се рећи да представља уједињење мушкарца и жене (као у скици Вагнерових „Победника“, где Буда, као део свог коначног просветљења, дозвољава жени да приступи његовој чисто-мушкој верској заједници); исто тако, он може симболисати сједињење поезије (мушког елемента) и музике (женског елемента) у свеукупном уметничком делу (гезамткунстверк).

### Расизам
Осим ових теорија (које су само оне најраширеније), после Другог светског рата јавило се тумачење Роберта Гатмана, који је тврдио да „Парсифал“ заступа расизам, хомосексуалност и вегетаријанство. Своје објашњење погрешно заснива на утицају француског грофа Артура де Гобиноа, једног од утемељивача научног расизма, на либрето „Парсифала“: Козимини дневници показали су да, не само да Вагнер није прихватио Гобиноову теорију (као такву), већ се често с њиме и свађао. Уосталом, Вагнер је његов „Есеј о неједнакости људских раса“ прочитао тек након што је завршио либрето „Парсифала“.
Гатман тврди да је „Парсифал“ аријевски Христ (који, за разлику од семитског, не мора да умре како би се искупио), а да Вагнер у првом чину на сцени дословно изводи „црну мису“. Кундри је вечити Јеврејин који је осуђен да лута без смисла, али на крају постиже искупљење кроз смрт, а Амфортасова рана представља „расну кризу“ у Монсалвату и последица је полног односа са нижом расом, оличеном у Кундри. Парсифал је такође и стерилни, вегетаријански хомосексуалац који, одбивши Кундрин пољубац, ускликује Амфортасово име.
Ниједна Вагнерова скица не подржава ову теорију. Што се тиче Кундриног јеврејства, које се заснива на чињеници да је у једном претходних живота била Иродијада, та теорија пада у воду када се има у виду да она није била Јеврејка, што је Вагнеру, који је прочитао Ренанову биографију Исуса, свакако било познато.